# Paralelo 25 sur
El paralelo 25 sur es un paralelo que está 25 grados al sur del plano ecuatorial de la Tierra. Cruza el océano Atlántico, África, el océano Índico, Australasia, el océano Pacífico y América del Sur.
Aquí el día dura 10 horas con 35 minutos en el solsticio de junio, y 13 horas con 42 minutos en el solsticio de diciembre.

## Alrededor del mundo
Comenzando en el meridiano de Greenwich y tomando la dirección este, el paralelo 25° Sur pasa sucesivamente por:
| Coordenadas                        | País, territorio o mar | Notas                                                                         |
| ---------------------------------- | ---------------------- | ----------------------------------------------------------------------------- |
| 25°0′S 0°0′E / -25.000, 0.000      | Océano Atlántico       |                                                                               |
| 25°0′S 14°50′E / -25.000, 14.833   | Namibia                |                                                                               |
| 25°0′S 20°0′E / -25.000, 20.000    | Sudáfrica              | El Cabo Norte                                                                 |
| 25°0′S 20°20′E / -25.000, 20.333   | Botsuana               |                                                                               |
| 25°0′S 25°50′E / -25.000, 25.833   | Sudáfrica              | Provincia del Noroeste Limpopo Noroeste Limpopo Mpumalanga Limpopo Mpumalanga |
| 25°0′S 32°2′E / -25.000, 32.033    | Mozambique             |                                                                               |
| 25°0′S 34°4′E / -25.000, 34.067    | Océano Índico          | Canal de Mozambique                                                           |
| 25°0′S 44°2′E / -25.000, 44.033    | Madagascar             |                                                                               |
| 25°0′S 47°0′E / -25.000, 47.000    | Océano Índico          |                                                                               |
| 25°0′S 113°7′E / -25.000, 113.117  | Australia              | Australia Occidental - Isla Dorre                                             |
| 25°0′S 113°7′E / -25.000, 113.117  | Océano Índico          | Canal de Geograf                                                              |
| 25°0′S 113°39′E / -25.000, 113.650 | Australia              | Australia Occidental Territorio del Norte Queensland                          |
| 25°0′S 152°30′E / -25.000, 152.500 | Mar del Coral          |                                                                               |
| 25°0′S 153°13′E / -25.000, 153.217 | Australia              | Queensland - Isla Fraser                                                      |
| 25°0′S 153°21′E / -25.000, 153.350 | Mar del Coral          |                                                                               |
| 25°0′S 164°55′E / -25.000, 164.917 | Océano Pacífico        | Pasando justo al norte de Islas Pitcairn                                      |
| 25°0′S 70°28′O / -25.000, -70.467  | Chile                  |                                                                               |
| 25°0′S 68°24′O / -25.000, -68.400  | Argentina              |                                                                               |
| 25°0′S 58°8′O / -25.000, -58.133   | Paraguay               |                                                                               |
| 25°0′S 54°27′O / -25.000, -54.450  | Brasil                 | Paraná São Paulo - durante unos 20 km Paraná - durante unos 15 km São Paulo   |
| 25°0′S 47°52′O / -25.000, -47.867  | Océano Atlántico       |                                                                               |